# Мєшко Віталій Борисович
Віта́лій Бори́сович Мєшко — полковник Збройних сил України, учасник російсько-української війни.

## З життєпису
Народився у місті Володимир-Волинський у родині військовослужбовців. У 2000 р. закінчив Військовий інститут ракетних військ та артилерії (СумДУ). Служив у 62-й окремій механізованій бригаді (Україна) та 26-й окремій артилерійській бригаді (Україна). З 2005 р. розпочав службу в Ракетних військ та артилерій України, де служить і нині. У 2012 закінчив Національний університет оборони України імені Івана Черняховського — де отримав оперативно-тактичний рівень. На початку Війни на сході України обіймав посаду начальника оперативно-планового відділу штабу ракетних військ та артилерій, командування сухопутних військ ЗСУ. З 2014—2017 рр. брав участь в Антитерористичній операції на сході України на посадах офіцера групи ракетних військ та артилерій сектору, начальника артилерій сектора, начальника артилерій штабу Антитерористичної операції на сході України.

## Нагороди
За особисту мужність і героїзм, виявлені у захисті державного суверенітету та територіальної цілісності України, вірність військовій присязі під час російсько-української війни
- нагороджений орденом Богдана Хмельницького III ступеня (26.2.2015).
- Медаль «Честь. Слава. Держава» (19 січня 2021) — за мужність, патріотизм, високу громадянську позицію, героїзм, бойові заслуги у захисті незалежності, суверенітету та територіальної цілісності України[2];
- Медаль «За військову службу Україні»[3].